# Tempos Modernos
Tempos Modernos es una telenovela brasileña emitida por TV Globo desde el 11 de enero hasta el 16 de julio de 2010. Es protagonizada por Antônio Fagundes y Eliane Giardini con las participaciones antagónicas de Priscila Fantin, Grazi Massafera, Paula Possani, Guilherme Weber y Marcos Caruso. Cuenta además actuaciones estelares de Vivianne Pasmanter, Felipe Camargo, Regiane Alves, Otávio Muller, Malu Galli, Fernanda Vasconcellos y Thiago Rodrigues.

## Trama
Tempos Modernos es la cómica historia de la vida donde un hombre sencillo que construye con sus propias manos, el edificio más grande de Sao Paulo, el Titán. La relación de conflicto con Élia Pimenta, su gran amor, además de su relación con sus hijas, Nelinha (Fernanda Vasconcellos), Goretti (Regiane Alves) y Regeane (Vivianne Pasmanter) es uno de los momentos culminantes de la trama, que mezcla la cultura pop, el romance y la acción.

## Producción
La historia está escrita por Bosco Brasil, en colaboración con Maria Elisa Berredo, Mário Teixeira, Isabel de Oliveira, Patrícia moretzsohn y supervisión del texto de Aguinaldo Silva, que la dirección general de José Luiz Villamarim y dirigida por Paulo Silvestrini, Carlo Milani y Luciana Oliveira. 
Con Antônio Fagundes y Eliane Giardini como protagonistas y Priscila Fantin, William Weber y Grazi Massafera como los antagonistas, cuenta con Fernanda Vasconcellos, Thiago Rodrigues, Felipe Camargo, Regiane Alves y Viviane Pasmanter como los demás personajes principales. 

## Reparto
| Actor                 | Personaje                                        |
| --------------------- | ------------------------------------------------ |
| Antônio Fagundes      | Leal Cordeiro                                    |
| Eliane Giardini       | Hélia Pimenta                                    |
| Fernanda Vasconcellos | Cornélia Cordeiro (Nelinha/Cornélia Santos Reis) |
| Thiago Rodrigues      | José Carlos Pimenta Cordeiro (Zeca)              |
| Regiane Alves         | Goretti Cordeiro (Gô)                            |
| Otávio Muller         | Altemir Assunção da Paz (Bodanski)               |
| Vivianne Pasmanter    | Regeane Cordeiro (Maria Ninguém)                 |
| Felipe Camargo        | Vinícius Porto de Mello (Portinho)               |
| Otávio Augusto        | Faustaço Lumbriga                                |
| Débora Duarte         | Tertuliana (Tertu)                               |
| Leonardo Medeiros     | Ramón Piñón                                      |
| Alessandra Maestrini  | Benedita Kusnezov Piñon (Ditta)                  |
| Malu Galli            | Iolanda Paranhos                                 |
| Ricardo Blat          | Fidélio                                          |
| Genésio de Barros     | Pasquale                                         |
| Pascoal da Conceição  | Zuppo                                            |
| Edmilson Barros       | Lindomar Mariano Assunção                        |
| Cláudia Missura       | Lavínnia Palumbo                                 |
| Jairo Mattos          | Gaulês (Jean Paul)                               |
| Cris Vianna           | Tita Bicalho                                     |
| Carol Abras           | Katrina                                          |
| Antônio Fragoso       | Zapata                                           |
| Cássio Inácio         | Tartana                                          |
| Gilberto Miranda      | Madrugadinha                                     |
| Luciana Borghi        | Bárbara Lee                                      |
| Joana Lerner          | Heloísa (Helô)                                   |
| Fabrício Boliveira    | Nabuco Mota                                      |
| Alexandra Martins     | Dulcinólia Lumbriga (Duba)                       |
| Anderson Lau          | Okuda                                            |
| Paulo Leal de Melo    | Raulzão (Ducha Fria)                             |
| Darlan Cunha          | João Carlos Paranhos (Joca)                      |
| Márcio Seixas         | Frankestein (Frank)                              |
| Janaína Ávila         | Milena Morgado                                   |
| Rafa Martins          | Max do Cavaco                                    |
| Paula Possani         | Maureen Lobianco                                 |
| Isabel Lobo           | Thaís Trancoso                                   |
| Xandy Britto          | Nelsinho Pallotti                                |
| Selma Egrei           | Tamara Palumbo                                   |
| Tuna Dwek             | Justine                                          |

Niños
| Actor                       | Personaje                       |
| --------------------------- | ------------------------------- |
| Poliana Aleixo              | Maria Eunice Cordeiro Bodanski  |
| Rebeca Orestein             | Maria Helena Cordeiro Bodanski  |
| Jenifer de Oliveira Andrade | Maria Clara Cordeiro Bodanski   |
| Ana Karolina Lanes          | Maria Eugênia Cordeiro Bodanski |

Con
| Ator               | Personagem       |
| ------------------ | ---------------- |
| Eliana Pittman     | Miranda Paranhos |
| João Baldasserini  | Túlio Osório     |
| Aline Peixoto      | Jannis Piñon     |
| Guilherme Leicam   | Led Piñon        |
| Alexandre Cioletti | Valvênio         |

Atores invitadados
| Actor           | Personaje               |
| --------------- | ----------------------- |
| Priscila Fantin | Nara Nolasco Pimenta    |
| Danton Mello    | Renato Vieira de Mattos |

| Guilherme Weber como Albano / Padre Isidro          |
| Grazi Massafera como Deodora Madureira Niemann / N. |
| Marcos Caruso como Otto Niemann                     |

Participación especial
| Actor         | Personaje        |
| ------------- | ---------------- |
| Elias Gleizer | Abraãozinho Mota |